# Natalus stramineus
Natalus stramineus là một loài động vật có vú trong họ Natalidae, bộ Dơi. Loài này được Gray mô tả năm 1838.

## Hình ảnh

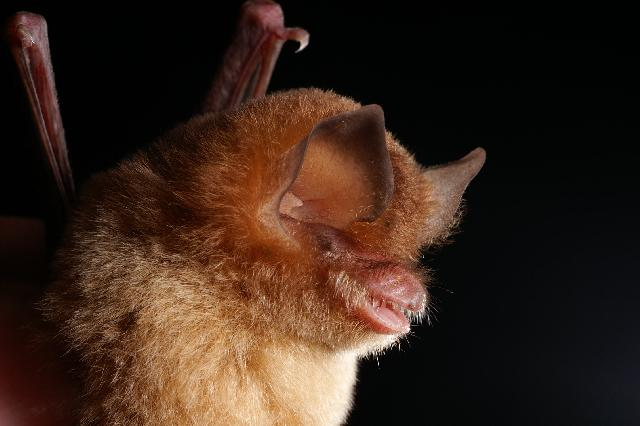
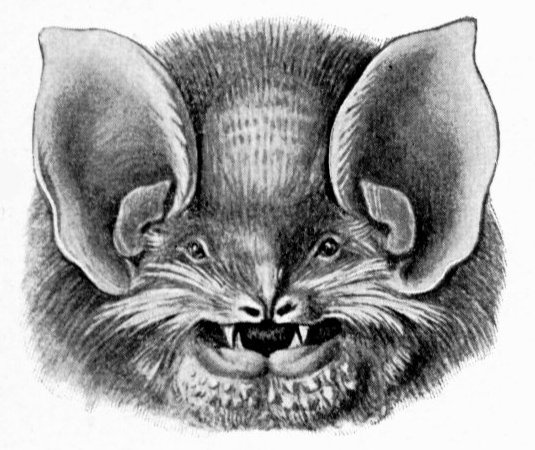
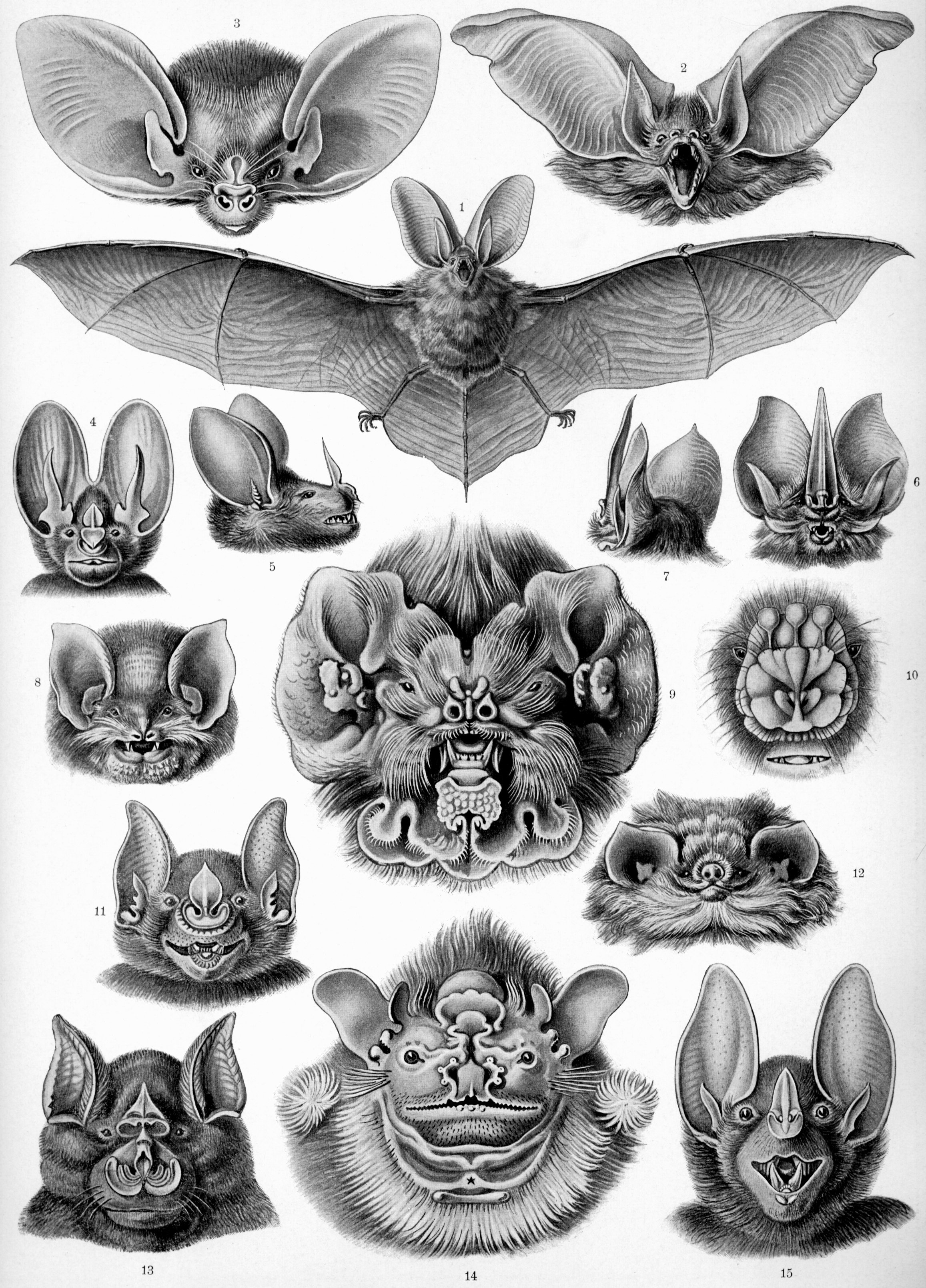